# Cath Maige Rátha
Cath Maige Rátha [kaθ 'maɣʴe 'Raːθa] („Die Schlacht von Mag Ráth“) ist der Name einer Erzählung aus dem Historischen Zyklus der Irischen Mythologie. Die Sage stammt vermutlich aus dem frühen 10. Jahrhundert und ist im Leabhar Buidhe Lecain („Das Gelbe Buch von Lecan“) in der ältesten erhaltenen Version überliefert.

## Inhalt
In der Erzählung Fled Dúin na nGéd („Das Fest von Dún na nGéd“) wird erzählt, wie sich der Hochkönig von Irland, Domnall mac Aeda, und sein Ziehsohn Congal Claen, der König von Ulster, streiten, weil sich letzterer für seine Dienste unbelohnt wähnt. Bei diesem Fest zur Königskrönung wird dieser Streit schließlich so heftig, dass Congal Claen ein Heer sammelt und auch den König Domnall Brecc von Alba (Schottland) aus dem Geschlecht der Dalriada als Bundesgenossen wirbt. Er erklärt Domnall mac Aeda den Krieg und es kommt im Jahre 637 zur Schlacht bei Mag Ráth („Ebene der Ringforts“, Moira, County Down), die drei Tage lang dauert. Die Truppen von Ulster und Schottland erleiden jedoch eine vernichtende Niederlage und Congal Claen wird getötet.
Während dieser Schlacht verliert Suibne, der König von Dál nAraide in Nordirland, den Verstand und flieht vom Schlachtfeld in die Wälder. Diese Nebengeschichte ist der Inhalt der Sage Buile Suibne („Suibnes Wahnsinn“).
Ein anderer Mitstreiter, der Kleinkönig Cenn Fáelad mac Ailella, erleidet eine schwere Kopfwunde, wird operiert und hat danach hohe Geisteskräfte und ein nie irrendes Merkvermögen.